# Admiral of the Navy

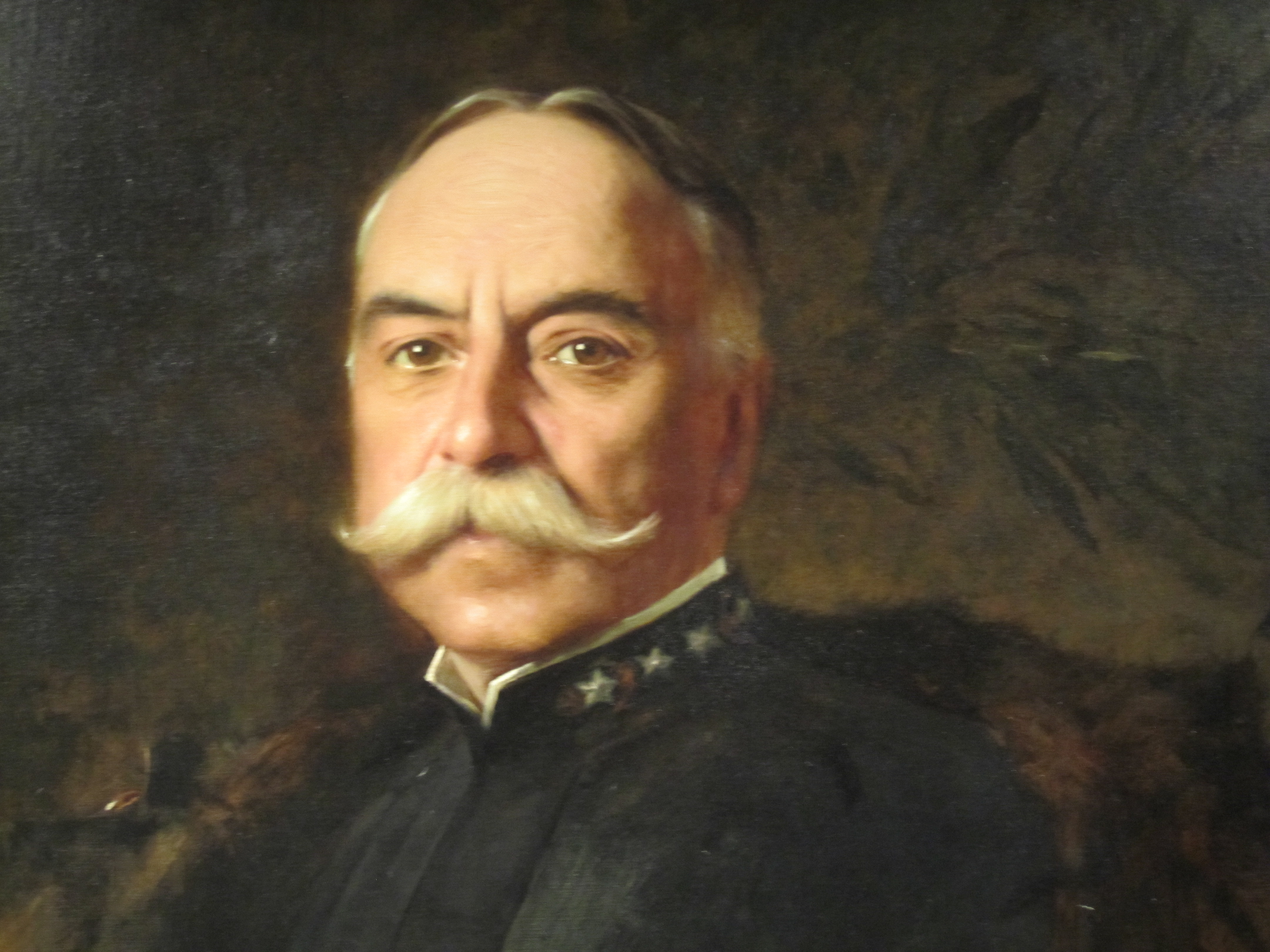
Portrait de Dewey à la National Portrait Gallery de Washington.

Le grade d'admiral of the Navy, littéralement amiral de la Marine, est un rang d'officier général de l'United States Navy qui n'a été porté que par un seul amiral de la flotte américaine au cours de son histoire : George Dewey. En reconnaissance de sa victoire de la baie de Manille, en 1898, au cours de laquelle sa flotte ne perdit qu'un seul homme à cause d'une crise cardiaque, le Congrès a autorisé la création d'un rang ne pouvant être porté que par un unique officier et étant hiérarchiquement supérieur à tous les autres. Après la création de ce rang, le Congrès a proposé qu'il soit attribué à Dewey en 1899. Il lui fut accordé par acte datant du 24 mars 1903 avec effet rétroactif à mars 1899. Le texte accompagnant sa nomination est le suivant :
« Be it enacted by the Senate and the House of Representatives of the United States of America in Congress assembled, That the President is hereby authorized to appoint, by selection and promotion, an Admiral of the Navy, who shall not be placed upon the retired list except upon his own application; and whenever such office shall be vacated by death or otherwise the office shall cease to exist. »
Il était en outre précisé que ce rang est supérieur à celui d'amiral quatre étoiles de l'US Navy et équivalent au rang d'Admiral of the Fleet de la Royal Navy. Le rang a disparu avec la mort de l'amiral Dewey le 16 janvier 1917.
Durant la Seconde Guerre mondiale, le rang d'Admiral of the Navy fut considéré comme un rang d'amiral à six étoiles étant donné la création du rang de Fleet admiral of the United States Navy. C'est durant cette même période que le département de la marine spécifia le fait que ce nouveau rang de 1944 était inférieur hiérarchiquement au rang de Dewey. Durant la préparation de l'invasion du Japon, le département de la Navy proposa d'élever l'amiral Chester W. Nimitz au rang d'Admiral of the Navy ou sinon de lui donner un rang équivalent. Ce ne fut cependant pas le cas et Dewey demeure à ce jour le seul amiral de l'US Navy à porter ce grade.